# Джеханабад (Индия)
Джеханабад (англ. Jehanabad) — город в центральной части штата Бихар, Индия. Административный центр округа Джеханабад.

## География
Абсолютная высота — 54 метра над уровнем моря. Расположен в 50 км от административного центра штата, города Патна, а также в 50 км от города Гая.

## Население
По данным на 2013 год численность населения составляет 132 361 человек.
Динамика численности населения города по годам:
| 1991   | 2001   | 2013    |
| ------ | ------ | ------- |
| 52 332 | 81 503 | 132 361 |

## Транспорт
Имеется автодорожное и железнодорожное сообщение.